# Dipturus campbelli
Dipturus campbelli ist ein schwarz gefleckter langnasiger Rochen mit einer länglich spitzen Schnauze und kommt entlang der Ostküste von Südafrika und Mosambik, im Indischen Ozean, vor. Über diese Rochenart ist noch sehr wenig bekannt und sie wird von der IUCN als potenziell gefährdet eingestuft.

## Merkmale
Dieser Rochen besitzt eine markante längliche Schnauze, die sich spitz verkürzt, und wirkt somit dreieckig, die Schnauze misst eine Länge von ca. 17 bis 20 % der Gesamtkörperlänge. Der Schwanz ist kräftig und etwas kürzer als seine Körperlänge. Er kann eine maximale Körperlänge von 66 Zentimetern erreichen, bei einer Größe von ca. 64 Zentimetern sind weibliche Exemplare geschlechtsreif, männliche hingegen ab 57 cm. Die Größe der Tiere bei der Geburt ist unklar, die kleinsten bekannten frei schwimmenden Individuen waren 18 bis 20 Zentimeter groß. Seine rhombusförmige, schmale Körperscheibe ist an den Rändern abgerundet und bis auf ein paar Dornen entlang seines Mauls, Nackens, Rückens und Schwanzes und kleine Stacheln glatt. Diese kleinen Stacheln erstrecken sich von seiner Schnauze, über den Rücken bis zu seinen Rückenflossen. Sein Rücken ist graubraun und mit markanten schwarzen Flecken versehen, sein Bauch ist grau. Der Mund ist breit und schwach gebogen und besitzt im Oberkiefer 38 bis 45 und im Unterkiefer 38 bis 42 Zähne.

## Habitat und Lebensweise
Dipturus campbelli hält sich hauptsächlich am äußeren Kontinentalschelf in einer Tiefe von 140 bis 400 Metern auf. Seine Verbreitung scheint etwas lückenhaft zu sein und es ist wenig über seinen Lebensraum und seine Lebensweise bekannt.

## Gefährdung
Laut den jüngsten Forschungserhebungen ist das Ausbreitungsgebiet dieses Rochens nicht einheitlich definierbar. Es liegen keine Daten über die Entwicklung der Fänge dieser Art vor, es wird aber angenommen, dass Schleppnetzfischerei in dieser Gegend vorkommt und Dipturus campbelli bedroht. Dies in Kombination mit möglicher kleinen Populationen gibt der IUCN Anlass, diesen Rochen als potenziell gefährdet einzustufen. Derzeit gibt es keine Schutzmaßnahmen und es wird geraten, diese Art weiter zu erforschen.

## Belege
1. 1 2  Dipturus campbelli in der Roten Liste gefährdeter Arten der IUCN 2017-3. Eingestellt von: Smale, M.J. (SSG Subequatorial Africa Regional Workshop, September 2003), 2004-04-30.
2. 1 2 3  David A. Ebert: DEEP–SEA CARTILAGINOUS FISHES OF THE INDIAN OCEAN Volume 2 Batoids and Chimaeras; Food and agriculture organization of the united nations, Rome 2014, ISBN 978-92-5-108453-3 (// PDF). S. 62–63.
3. ↑  Dipturus campbelli auf Fishbase.org (englisch)